# Insulele Cíes
Insulele Cíes este o arie protejată (arie specială de conservare — SAC, sit de importanță comunitară — SCI, arie de protecție specială avifaunistică — SPA) din Spania întinsă pe o suprafață de 990,35 ha, din care 54 % marine.

## Localizare
Centrul sitului Insulele Cíes este situat la coordonatele 42°13′00″N 8°54′16″W / 42.2167°N 8.9044°V.

## Înființare
Situl Insulele Cíes a fost declarat arie de protecție specială avifaunistică în februarie 1988 pentru a proteja 1 specie de plante și 25 de specii de animale. Alte tipuri de protecție:
- sit de importanță comunitară (în decembrie 1997)
- arie specială de conservare (în martie 2014)[2][3][4]

## Biodiversitate
Situată în ecoregiunile atlantică și marină Atlantică, aria protejată conține 20 de habitate naturale: Bancuri de nisip acoperite în permanență slab de apă marină, Peșteri marine scufundate complet sau parțial, Lagune de coastă, Dune cu vegetație ierboasă Malcolmietalia, Faleze cu vegetație de pe coastele atlantice și baltice, Golfuri mici largi și golfuri puțin adânci, Dune mobile cu vegetație embrionară, Tufărișuri halofile mediteraneene și termo-atlantice (Sarcocornetea fruticosi), Dune cu tufărișuri sclerofile Cisto-Lavenduletalia, Recifuri, Terase mlăștinoase și terase nisipoase neacoperite de apă la reflux, Roci stâncoase cu vegetație pionieră de Sedo-Scleranthion sau Sedo albi-Veronicion dillenii, Vegetație anuală la limita mareei, Dune mobile de-a lungul țărmului cu Ammophila arenaria („dune albe”), Pajiști uscate europene, Pășuni atlantice udate de apa mării (Glauco-Puccinellietalia maritimae), Dune de coastă fixe cu vegetație erbacee („dune gri”), Pseudostepă cu ierburi și specii anuale de Thero-Brachypodietea, Pante stâncoase silicioase cu vegetație casmofită, Peșteri inaccesibile publicului.
La baza desemnării sitului se află mai multe specii protejate:
- plante (1): Rumex rupestris
- păsări (19): pescăruș albastru (Alcedo atthis), stârc cenușiu (Ardea cinerea), pietruș (Arenaria interpres), Calonectris diomedea, caprimulg (Caprimulgus europaeus), șoim călător (Falco peregrinus), scoicar (Haematopus ostralegus), Hydrobates pelagicus, pescăruș negricios (Larus fuscus), Larus michahellis, Numenius phaeopus, Phalacrocorax aristotelis, cormoran mare (Phalacrocorax carbo), Phalacrocorax carbo sinensis, Puffinus puffinus mauretanicus, Pyrrhocorax pyrrhocorax, chiră de mare (Sterna sandvicensis), silvie de tufiș (Sylvia undata), Uria aalge ibericus
- mamifere (3): vidră de râu (Lutra lutra), marsuin (Phocoena phocoena), delfin mare (Tursiops truncatus)
- nevertebrate (3): croitorul mare al stejarului (Cerambyx cerdo), fluturele auriu (Euphydryas aurinia), Geomalacus maculosus

Pe lângă speciile protejate, pe teritoriul sitului au mai fost identificate 16 specii de plante, 2 specii de păsări, 1 specie de mamifere, 6 specii de reptile.